# Hermann Glotz
Hermann Glotz (  —  ) foi um arquiteto alemão que realizou inúmeros trabalhos no Rio Grande do Sul. Foi um dos arquitetos mais importantes de Porto Alegre, na virada do século XX.
Estabeleceu-se em  Rio Grande e após a Proclamação da República, mudou-se para Porto Alegre, onde colaborou com Johann Ole Baade, que seria seu sócio e depois sucessor.